# Противопожарная преграда
Противопожарная преграда — строительная конструкция с нормированным пределом огнестойкости и нормированным классом конструктивной пожарной опасности, объёмный элемент здания или иной способ, предназначенные для предотвращения распространения пожара из одной части здания (сооружения) в другую или между зданиями (сооружениями, зелёными насаждениями). Противопожарная преграда может быть в виде стены, перегородки или перекрытия, предназначенная для предотвращения распространения пожара в примыкающие к ним секции, отсеки в течение нормируемого времени.

## Классификация
Противопожарные преграды в зависимости от способа предотвращения распространения опасных факторов пожара подразделяются на противопожарные:
1. стены (брандмауэры);
2. перегородки;
3. перекрытия;
4. разрывы;
5. занавес;
6. экраны;
7. водяные завесы;
8. минерализованные полосы;
9. тамбур-шлюзы (пространство с двумя дверьми).

В качестве противопожарной преграды для предотвращения распространения пожара и продуктов горения в течение нормируемого времени служат стены или перегородки из негорючих материалов (металл, железобетон, огнеупорная ткань и др.).

## Стены
Противопожарные стены (брандмауэры) должны возводиться на всю высоту здания (сооружения, строения) и обеспечивать нераспространение пожара в смежный пожарный отсек, в том числе при одностороннем обрушении конструкций здания со стороны очага пожара.
Места сопряжения противопожарных стен, перекрытий и перегородок с другими ограждающими конструкциями здания пожарного отсека должны иметь предел огнестойкости не менее предела огнестойкости сопрягаемых преград. Конструктивное исполнение мест сопряжения противопожарных стен с другими стенами зданий и сооружений должны исключать возможность распространения пожара в обход этих преград.
Запрещается пересекать противопожарные стены и перекрытия 1 типа каналами, шахтами и трубопроводами для транспортирования горючих газов, пылевоздушных смесей, жидкостей, иных веществ и материалов. В местах пересечения таких противопожарных преград каналами, шахтами и трубопроводами для транспортирования веществ и материалов, отличных от вышеуказанных, за исключением каналов систем противодымной защиты, следует предусматривать автоматические устройства, предотвращающие распространение продуктов горения по каналам, шахтам и трубопроводам.

## Проёмы
Заполнение проёмов в противопожарных преградах нормируется пределами огнестойкости и должно выполняться из негорючих материалов. В других конструкциях здания (полу, крыше, стене) заполнение проёмов пределами огнестойкости не нормируются.
Проёмами в противопожарных преградах являются: двери, ворота, окна, люки, клапаны, занавесы, фонари, в том числе зенитные, и другие светопрозрачные участки настилов покрытий. Противопожарные двери, ворота, люки и клапаны должны обеспечивать нормативное значение пределов огнестойкости этих конструкций.
Окна в противопожарных преградах должны быть неоткрывающимися, а противопожарные двери, ворота, люки и клапаны должны иметь устройства для самозакрывания.
Противопожарные двери, ворота, шторы, люки и клапаны, которые могут эксплуатироваться в открытом положении, должны быть оборудованы устройствами, обеспечивающими их автоматическое закрывание при пожаре.
При проектировании в противопожарных стенах и перегородках проёмов, которые не могут закрываться противопожарными дверями или воротами, для сообщения между смежными помещениями категорий по взрывопожарной и пожарной опасности В1-В4, Г и Д в местах этих проёмов предусматриваются открытые (без дверей или ворот) тамбуры длиной не менее 4 м, оборудованные установками автоматического пожаротушения на участке длиной 4 м с объёмным расходом воды 1 л/с на 1 м2 пола тамбура.
В местах пересечения противопожарных стен, перекрытий и ограждающих конструкций различными инженерными и технологическими коммуникациями образовавшиеся отверстия и зазоры должны быть заделаны строительным раствором или другими негорючими материалами, обеспечивающими требуемый предел огнестойкости и дымогазонепроницаемость.
Общая площадь проёмов в противопожарных преградах не должна превышать 25 % их площади.

## Безопасные расстояния
Противопожарные расстояния между брандмауэрами (глухими торцевыми стенами), имеющими предел огнестойкости не менее REI 150, зданий I—III, IIIа, IIIб степеней огнестойкости, за исключением зданий детских, лечебных учреждений стационарного типа классов функциональной пожарной опасности Ф1.1, Ф4.1, и многоярусными гаражами-стоянками с пассивным передвижением автомобилей не нормируются.